# Proteína ribosómica L5
La proteína ribosómica L5 (RPL5) es una proteína ribosómica de la subunidad pequeña 40S, codificada en humanos por el gen RPL5 ubicado en 1p22.1.
Los ribosomas, orgánulos que catalizan la síntesis de proteínas, se constituyen de una subunidad pequeña 40S y de una subunidad grande 60S. Estas subunidades están compuestas de 4 especies de ARN y aproximadamente 80 proteínas estructuralmente distintas. RPL5 es una proteína ribosómica constituyente de la subunidad 60S. La proteína pertenece a la familia L18P de proteínas ribosómicas. Se localiza en el citoplasma. RPL5 se une al ARN ribosómico 5S para formar un complejo estable denominado partícula de ribonucleoproteína 5S (RNP), que es necesaria para el transporte del ARNr 5S citoplásmico asociado a ribosoma hacia el nucleolo para el ensamblaje con los ribosomas. Esta proteína interacciona específicamente con la subunidad beta de la caseína quinasa II. Se ha observado una expresión variable de este gen en cáncer colorrectal comparando con la de tejidos normales adyacentes, aunque no se ha visto correlación entre los niveles de expresión y la severidad de la enfermedad. Este gen se co-transcribe con el gen U21 de ARN pequeño nucleolar, el cual se localiza en su quinto intrón. Como suele ocurrir en aquellos genes que codifican proteínas ribosomales, existen multitud de pseudogenes procesados de este gen dispersados a lo largo del genoma.

## Interacciones
La proteína RPL5 ha demostrado ser capaz de interaccionar con:
- EIF5A[4]
- PDCD4[5]
- CSNK2B[6][7][8][9]
- Mdm2[10][11][12]